# Francesco De Mura

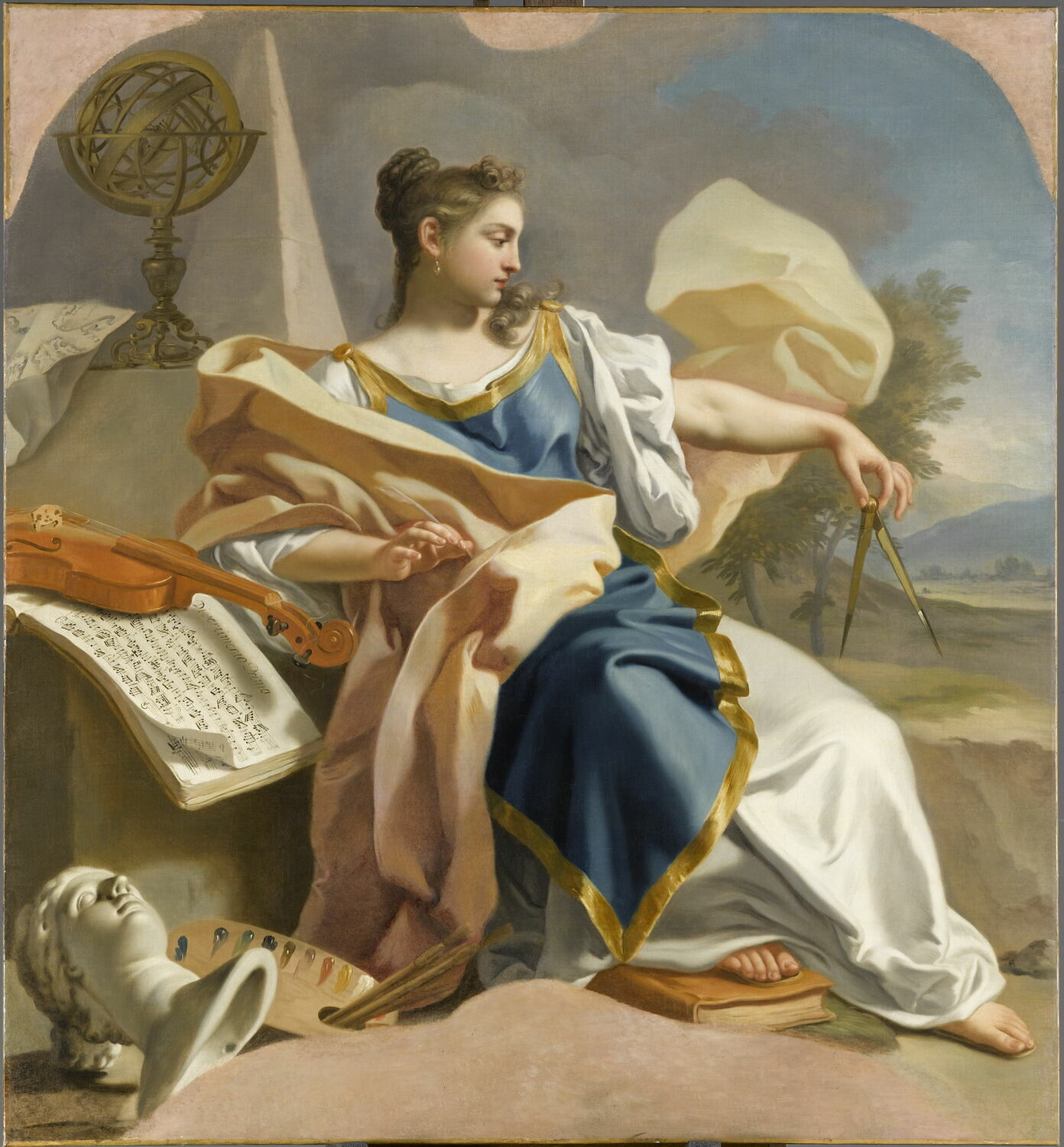
Allegoria delle arti, al Louvre di Parigi.

Francesco De Mura (Napoli, 21 aprile 1696 – Napoli, 19 agosto 1782) è stato un pittore italiano, di scuola napoletana; può senz'altro essere considerato un esponente di rilievo del Rococò italiano.

## Biografia
Dopo aver frequentato per circa un anno la bottega di Domenico Viola, a partire dal 1708 entrò a far parte dello studio di Francesco Solimena, dove rimase fino al 1730. L'influenza del Solimena e della sua tecnica pittorica si vede in maniera evidente nei dipinti risalenti al periodo 1720-30, tra i quali è da annoverare il Cristo morto in croce con san Giovanni del 1713 dipinto nella Chiesa di San Girolamo alle Monache. Nell'Immacolata e angeli (1715-1718), dipinta per la Chiesa di Santa Maria Porta Coeli a Napoli (ora nella Sacrestia del Divino Amore), già si vede il suo distacco dallo stile di Mattia Preti (impartitogli da Domenico Viola) verso un graduale schiarimento della sua tavolozza. Nel Sant'Antonio da Padova della pinacoteca del Pio Monte della Misericordia e nella Madonna col Bambino e San Domenico del Museo Duca di Martina (Villa Floridiana) si procede verso il Rococò e il metodo di Luca Giordano. Verso il 1723 gli furono commissionate le tre tele per la cappella di San Paride nella cattedrale di Teano, prima delle sue più grandi commissioni. Nel 1727 sposò Anna d'Ebreù. A partire dal 1728, con i dipinti per la Chiesa di Santa Maria Donnaromita il De Mura iniziò a mostrare un percorso pittorico più personale, forse anche influenzato dalle tematiche arcadiche in voga a Napoli in questo periodo.
Dal 1741 al 1743 soggiornò a Torino dove ebbe modo di conoscere il pittore Corrado Giaquinto e l'architetto Benedetto Alfieri.
Tornato a Napoli fu accolto da un vasto consenso al punto da essere ricevuto alla corte spagnola e mantenne contatti con diversi artisti attivi soprattutto a Roma, in particolare con il pittore francese Pierre Subleyras. Con la sua tecnica cromatica influenzò i contenuti realistici tipici del classicismo-rococò il Settecento artistico napoletano. La scuola barocca, in particolare dei maestri Francesco Solimena e Luca Giordano, è evidente nelle sue opere laiche - quali gli affreschi dei palazzi reali di Torino e Napoli - ed ecclesiastiche, come l'Epifania nella Nunziatella a Napoli, la decorazione della Chiesa di Santa Chiara a Napoli e la Moltiplicazione dei pani nella cattedrale di Foggia.
Alla sua morte lasciò tutte le opere e i bozzetti in suo possesso alla storica istituzione di carità del Pio Monte della Misericordia di Napoli.
Nella sua fiorente bottega si formarono quattro protagonisti dell'ultima fase della stagione rococò a Napoli (in quanto molto attivi nella decorazione degli edifici borbonici e degli appartamenti della migliore aristocrazia napoletana): Pietro Bardellino, Fedele Fischetti, Giacinto Diano e Girolamo Starace-Franchis. Altri allievi comunque validi, ma impegnati a soddisfare committenze meno rilevanti furono: Oronzo Tiso, Nicola Peccheneda, Nicola Menzele (1725-1789), Vincenzo Cannizzaro, Vincenzo De Mita (1751-1828), Francesco Palumbo, Luigi Velpi e Giovanni Cosenza.

## Opere

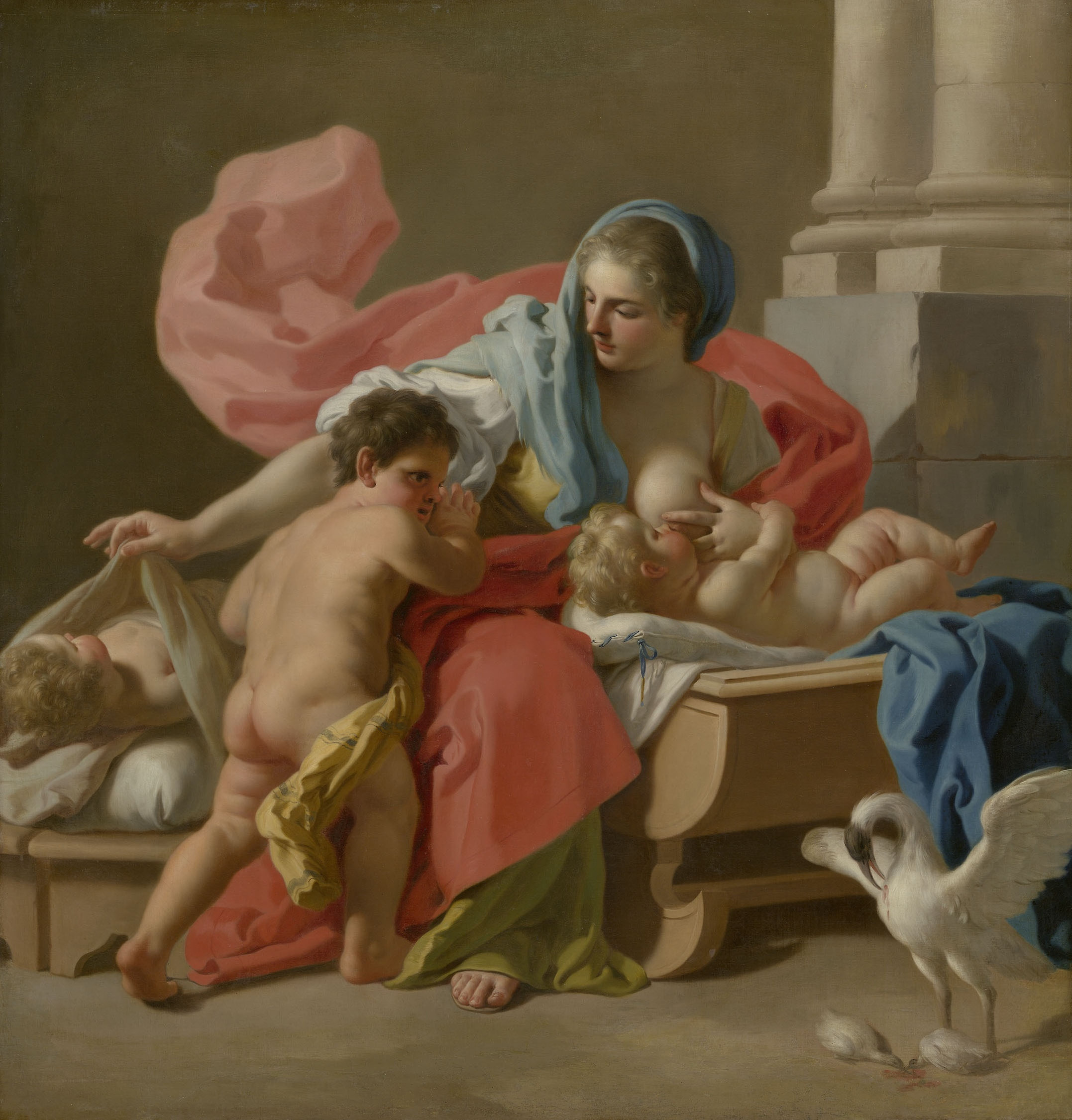
Carità, all'Art Institute di Chicago.

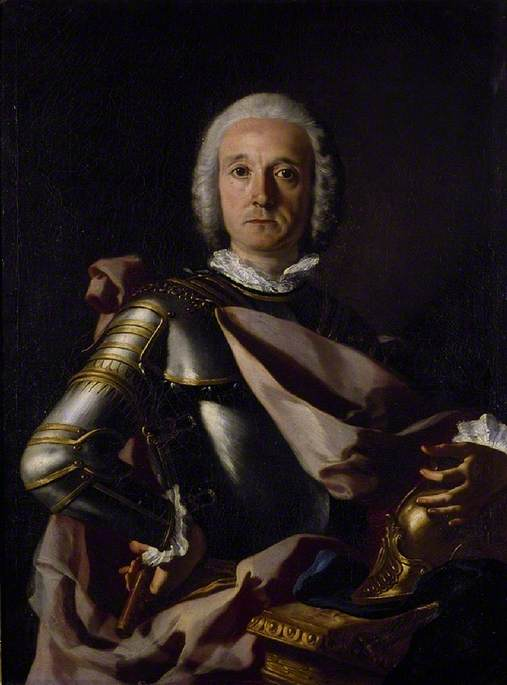
Ritratto del conte James Joseph O'Mahoney, al Fitzwilliam di Cambridge.

- San Francesco Saverio; Visitazione, Chiesa di Santa Barbara, Madrid
- Giunone affida Io ad Argo, Museo d'arte moderna e contemporanea di Trento e Rovereto, Rovereto
- Partenza di Enea, Musée des beaux-arts, Brest
- Il sacrificio di Ifigenia, Rhode Island School of Design Museum, Providence
- La morte di Virginia, Art City Gallery, Manchester
- Pietà, Walters Art Museum, Baltimora
- Madonna con Bambino e Infante San Giovanni Battista, Museo nazionale delle belle arti, Rio de Janeiro
- Allegoria del potere dell'amore, Castello Reale, Varsavia
- l'eredità di Alessandro; La partenza di Enea, Pinacoteca del Castello Sforzesco, Milano
- La Visitazione, Cornell Museum, Rollins College
- Allegoria della saggezza e della verità, Houston Museum of Fine Arts, Houston
- Apparizione dell'Ostia a San Tommaso d'Aquino, Philbrook Museum of Art, Tulsa
- Design per un pannello con il ritratto di un nobile, Cooper Hewitt, Smithsonian Design Museum, New York
- Re, Vescovi e Papi; L'Assunzione della Vergine ha incontrato; La visione di San Benedetto, Metropolitan Museum of Art, New York
- La Vergine che presenta il ritratto di san Domenico al frate di Soriano, Museum of Fine Arts, Boston
- Ritratto di Emanuela Vecchio; Addio di Enea a Didone, Museo Nazionale d'Arte Medievale e Moderna della Basilicata, Matera
- Autoritratto, Institute of Art, Minneapolis
- Carità, Art Institute, Chicago
- Ritratto del conte James Joseph O'Mahoney; Liberalità, Saggezza o Nobiltà, Fitzwilliam Museum, Cambridge
- San Luigi Gonzaga in gloria, University Art Museum, Princeton
- Allegoria della Primavera, Museo d'arte di Toledo
- Resurrezione di Lazzaro, Museo diocesano di Reggio Calabria
- Gesù mostrato al popolo da Pilato; Gesù cade sotto la croce (tele), Basilica di Santa Maria Assunta a Castel di Sangro
- San Paride uccide il drago; La Fuga in Egitto; San Martino dona il mantello al povero (tele, 1723 circa), Cattedrale di Teano
- Assunzione della Vergine; Compianto sul Cristo Morto; L'Adorazione dei Pastori (tele, 1727), Chiesa della Santissima Annunziata ad Airola
- Madonna col Bambino e i Santi Nicola di Bari e Giacomo (tela, 1728), Chiesa di Santa Maria delle Grazie a Massa Lubrense
- Assunzione della Vergine, Madonna delle Grazie tra i Santi Filippo Neri e Gaetano da Thiene (tele, 1736), Chiesa di San Paolo a Sorrento
- Autoritratto (tela, 1740 circa), Gallerie degli Uffizi
- Allegoria delle arti (tela, 1750 circa), Museo del Louvre
- Compianto sul Cristo morto (tela, 1753), Basilica di Santa Maria Maggiore, a Santa Maria Capua Vetere
- L'Ultima Cena (tela, 1755), Basilica concattedrale di Maria Santissima della Madia a Monopoli
- Madonna Addolorata (tela, 1759), Chiesa di Santa Maria del Carmine a Lucera
- Annunciazione e Visitazione (olio su tela, ante 1760), Pinacoteca Corrado Giaquinto di Bari)
- La Pentecoste; Santa Chiara che scaccia i Saraceni (tele, 1764), Chiesa di San Francesco delle Monache ad Aversa
- La Moltiplicazione dei pani e dei pesci (tela, 1771), Cattedrale di Foggia
- Achille con le figlie di Licomede (tela), Museo di belle arti di Valencia
- Madonna Addolorata (tela), Chiesa di San Michele Arcangelo a Baranello
- Madonna con il Bambino (tela), Museo Correale di Terranova a Sorrento
- Madonna col Bambino e i Santi Giacomo il Maggiore e Nicola di Bari, chiesa di Santa Maria delle Grazie a Massa Lubrense
- Madonna con il Bambino e il Papa Pio Celestino (olio su tela), Chiesa di San Ruggero a Barletta
- San Biagio (olio su tela), Palazzo dei Rettori di Ragusa di Dalmazia
- Aurora con i figli Borea, Euro, Zefiro e Noto, (affresco attribuito)[1] Villa dei Marchesi Cappelli, Pollena Trocchia

### Napoli

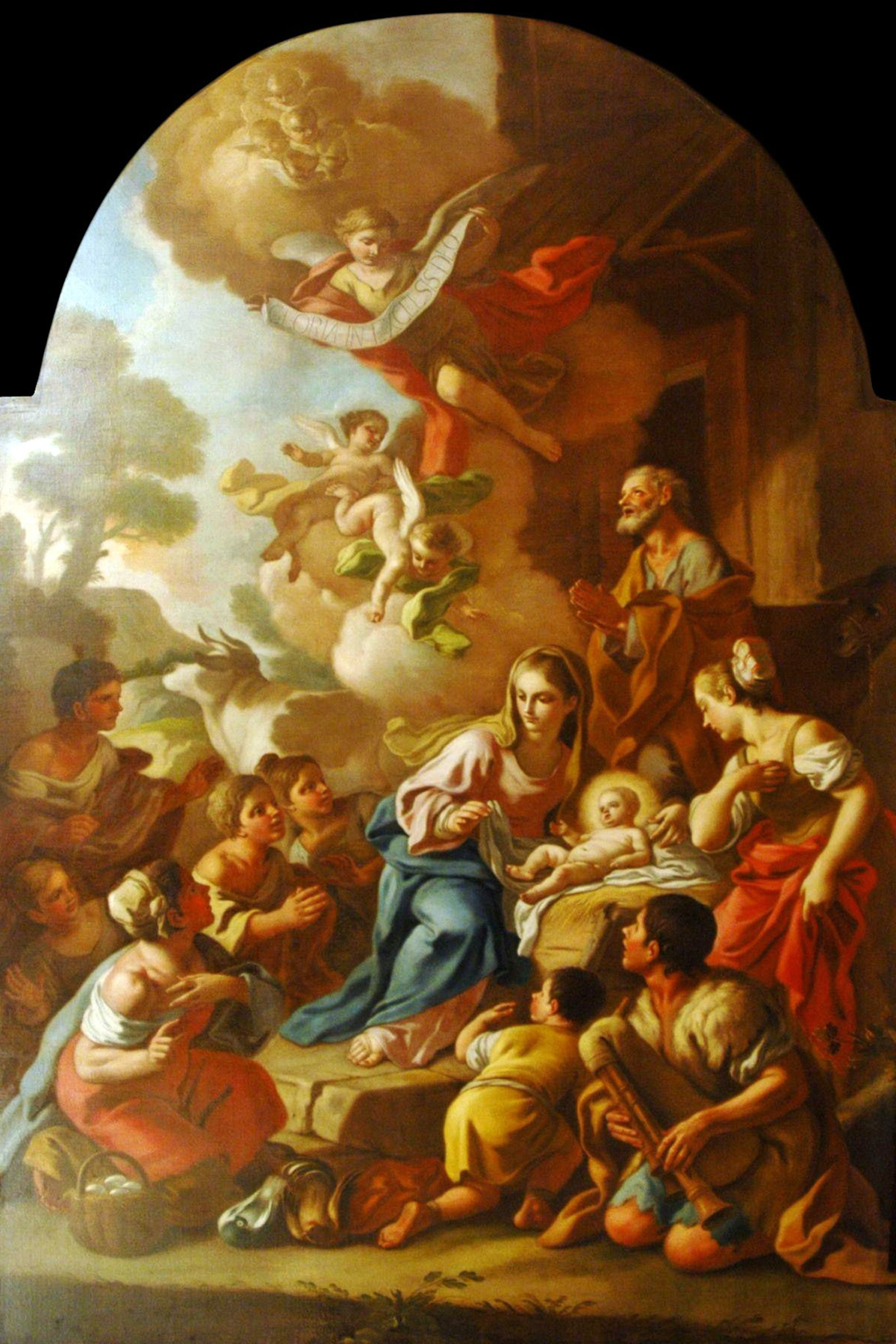
Adorazione dei pastori, presso la chiesa di San Nicola alla Carità di Napoli.

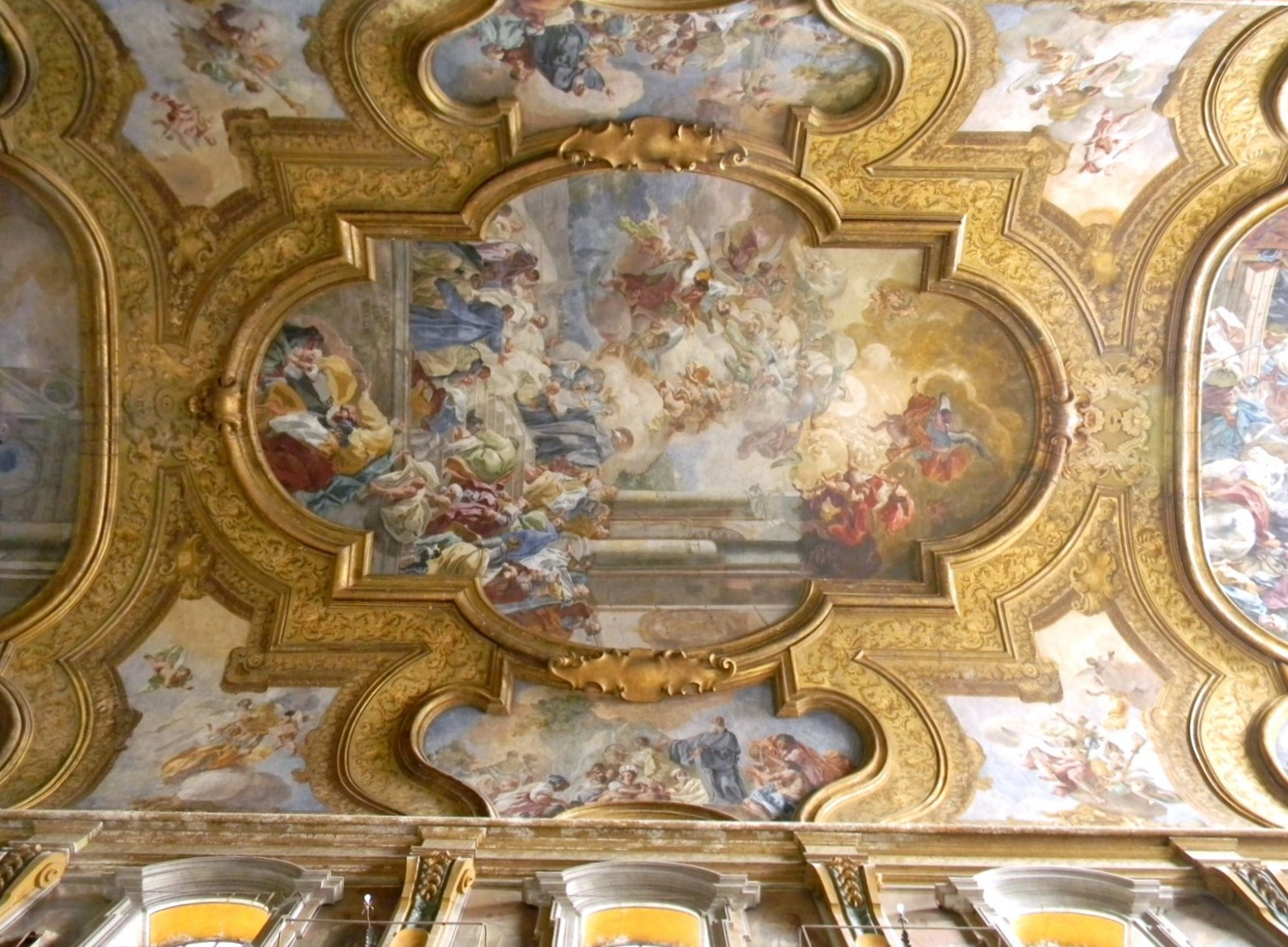
Volta della chiesa dei Santi Severino e Sossio affrescata dal De Mura.

- Cristo alla Colonna (tela), Pio Monte della Misericordia
- Ritratto del principe Raimondo De Sangro (tela), Cappella Sansevero
- San Vincenzo de' Paoli in gloria (tela), Chiesa della Missione ai Vergini
- Maria indica il monogramma di Cristo a San Luigi Gonzaga (tela), Basilica Santuario del Gesù Vecchio
- Sant'Agostino; La Madonna del Rosario (tele), Chiesa di Santa Caterina da Siena (Napoli)
- Il Sogno di San Giuseppe (affresco); L'Addolorata (tela), Chiesa dei Santi Giovanni e Teresa
- Sant'Anna, San Gioacchino e la Vergine Bambina; Sant'Elisabetta e San Giovannino; San Gennaro; Santa Teresa d'Avila (tele), Arciconfraternita di San Giuseppe dei Nudi
- L'Annunciazione (tela), Chiesa di Santa Maria di Piedigrotta
- Cristo morto in croce con san Giovanni (tela, 1713), già Chiesa di San Girolamo delle Monache (trasferita in altra sede)
- L'Immacolata (tela, successiva al 1715), Chiesa del Divino Amore
- Madonna col Bambino e i santi Giacomo il Maggiore e Nicola di Bari (tela, anni '20), Chiesa di Santa Maria delle Grazie a Massa Lubrense
- La Predica di Sant'Oronzo; Il Battesimo di Sant'Oronzo; Il Martirio di Sant'Oronzo (tele, 1723), Chiesa di San Pietro a Majella
- Le Virtù; L'Adorazione dei Magi (tele, 1727-1728), Chiesa di Santa Maria Donnaromita
- San Nicola che guarisce gli infermi (affresco, 1729); Il Paradiso e I Dottori della Chiesa (affreschi, 1733-1734);L'Adorazione dei Pastori; La Visitazione; San Liborio; San Michele; L'Arcangelo Raffaele e Tobiolo (tele), Chiesa di San Nicola alla Carità
- Il Battesimo di Cristo (tela, 1732 circa), Basilica di San Giovanni Maggiore
- La Disputa di Gesù con i dottori del Tempio (tela, 1739), Certosa di San Martino
- L'Adorazione dei Pastori (tela, 1740 circa), già Complesso di Santa Maria di Betlemme (ora esposta al Palazzo Reale)
- L'Incontro tra San Francesco di Sales e Santa Francesca di Chantal; L'Incontro tra San Francesco di Sales e San Filippo Neri (tele, 1740), Chiesa dei Girolamini
- La Gloria di San Giuseppe (affresco, 1741-1743), Chiesa di San Giuseppe dei Ruffi
- La Vergine che intercede la Santissima Trinità per le anime del Purgatorio (tela, 1756), chiesa della Santissima Trinità dei Pellegrini
- L'Annunciazione; La Visitazione; L'Assunzione (tele, 1757), Certosa di San Martino
- La Madonna con il Bambino e Santi Gesuiti (tela, 1758 , Cappella del Real Monte Manso di Scala
- Madonna del Rosario con i santi Domenico e Caterina da Siena (tela), Cappella del Real Monte Manso di Scala
- Apparizione della Madonna con il Bambino a San Benedetto (tela, 1759), chiesa dei Santi Marcellino e Festo
- L'Annunciazione; Il Martirio di Santa Barbara; La Strage degli Innocenti (tele, 1761), Basilica della Santissima Annunziata Maggiore
- L'Angelo Custode (tela, 1762), Basilica di San Lorenzo Maggiore
- La Maddalena penitente (tela, 1770), Basilica di San Pietro ad Aram
- Il Martirio di San Placido (tela, 1771), già chiesa di San Giorgio dei Genovesi, (trasferita in altra sede)
- Cristo e la Vergine consegnano l'indulgenza a San Francesco (tela, 1773), Complesso di San Francesco degli Scarioni
- La Pentecoste (tela, 1773), basilica dello Spirito Santo
- I Beati Paolo Burali d'Arezzo e Giovanni Marinoni con la marchesa Maria Patrizi che mostra un figlio (tela, 1775), Chiesa dei Santi Apostoli (Napoli)
- I Santi Angelo e Pier Tommaso in Gloria (tela, 1778), Basilica di Santa Maria del Carmine Maggiore
- La Madonna del Popolo (tela), Chiesa di Santa Maria del Popolo
- Allegoria della Pietà come Concordia, Allegoria della Pietà come Disciplina, Allegoria della Pietà come Sicurezza pubblica, Allegoria della Pietà con le sue opere (olii su tela), Gallerie d'Italia di Napoli nel Palazzo del Banco di Napoli
- Imene che toglie il velo alla Pudicizia (olio su tela), Museo Nazionale di Capodimonte
- La Natività di Gesù (olio su tela), Museo Nazionale di Capodimonte